# 嘉兴大学
30°44′55.21″N 120°43′35.71″E / 30.7486694°N 120.7265861°E
嘉兴大学是位于中国浙江省嘉兴市的一所公办省属普通本科院校。

## 历史
该校的历史可以追溯至1914年在浙江省宁波市创办的“宁属县立甲种商业学校”，中华人民共和国成立后历经多次改制易名。1978年，更名为浙江冶金经济专科学校，并开始提供大学专科层次的教育培训，学制三年。1992年，中华人民共和国国家教育委员会同意该校更名为浙江经济高等专科学校。
2000年，中华人民共和国教育部同意浙江经济高等专科学校和嘉兴高等专科学校合并组建本科层次的嘉兴学院，并明定该校实施浙江省人民政府与嘉兴市人民政府共建、以省为主的办学体制。其后，同位在嘉兴市的平湖师范学校、嘉兴卫生学校、浙江会计学校和嘉兴市粮食干部学校四所学校相继并入嘉兴学院。
2020年12月18日，经中华人民共和国教育部批准，嘉兴学院管理的嘉兴学院南湖学院脱离该校管理，并转设为公办本科院校嘉兴南湖学院，由浙江省人民政府主管。
2023年，浙江省教育厅同意学校更名为嘉兴大学。2023年11月，教育部同意学校更名为嘉兴大学。

## 校园环境
嘉兴大学创立之初，校区位于原浙江经济高等专科学校及嘉兴高等专科学校所在的越秀校区，而该校医学院则位在梁林校区。2004年，在原平湖师范学校创立平湖校区。2009年，该校对梁林校区进行了征地扩展。其后大部分科系也相继迁入梁林。2021年11月12日，嘉兴学院梁林新校区（二期）启用。至2022年，嘉兴大学有梁林、平湖2个校区，校园总面积达到约1660公亩。校内一些建筑风格、水体设置、园艺植物与雕塑都呈现出江南文化的风格，引人注目。
原越秀校区内建有以武侠小说家金庸命名的金庸图书馆，1994年4月3日开馆，是中国內地唯一一个以金庸命名的圖書館。2010年，随着嘉兴学院校区搬迁，金庸图书馆的藏书被搬迁至梁林校区，暂存于9号楼。2017年6月，金庸文献室在嘉兴学院梁林校区4号楼落成。根据嘉兴大学相关负责人的说法，该校在梁林校区新图书馆设立金庸馆，馆内除展出金庸到访嘉兴学院时的照片、金庸作品，还有金庸图书馆模型。

## 学术研究

### 学科设置
2021年，中华人民共和国国务院学位委员会审核同意嘉兴大学成为硕士学位授予院校，该校的马克思主义理论、材料与化工、会计三个专业可以招收硕士研究生。截至2022年，嘉兴大学设有59个本科专业，分布在12个二级学院内。各专业中，省级及以上一流本科专业建设点16个，国家级一流本科专业建设点6个。
| 教学单位名称                       | 学科 | 网页                     |
| ---------------------------------- | --- | ------------------------ |
| 经济学院                           | 经济学、金融学、国际经济与贸易 | ※ （页面存档备份，存于） |
| 商学院                             | 会计学、人力资源管理、财务管理、市场营销、工商管理、信息管理与信息系统、物流管理                                                         | ※ （页面存档备份，存于） |
| 信息科学与工程学院（机械工程学院） | 计算机科学与技术、网络工程、软件工程、电子信息工程、电气工程及其自动化、机器人工程、机械设计制造及其自动化、车辆工程、材料成型及控制工程 | ※ （页面存档备份，存于） |
| 数据科学学院                       | 数学与应用数学、应用统计学、金融数学、数据科学与大数据技术                                                                               | ※ （页面存档备份，存于） |
| 医学院                             | 临床医学、麻醉学、护理学、药学 | ※ （页面存档备份，存于） |
| 设计学院                           | 视觉传达设计、环境设计、服装与服饰设计、服装设计与工程、工业设计、数字媒体艺术                                                           | ※ （页面存档备份，存于） |
| 生物与化学工程学院                 | 化学工程与工艺、应用化学、生物工程、环境工程、制药工程                                                                                   | ※ （页面存档备份，存于） |
| 材料与纺织工程学院                 | 纺织工程、高分子材料与工程、轻化工程、非织造材料与工程                                                                                   | ※ （页面存档备份，存于） |
| 工程学院                           | 土木工程、工程管理、建筑环境与能源应用工程、建筑学                                                                                       | ※ （页面存档备份，存于） |
| 文法学院                           | 汉语言文学、法学、汉语国际教育、知识产权                                                                                                 | ※ （页面存档备份，存于） |
| 外国语学院                         | 英语、日本语 | ※ （页面存档备份，存于） |
| 平湖师范学院（应用技术学院）       | 学前教育、小学教育、数字媒体艺术 | ※ （页面存档备份，存于） |

### 学术资源
嘉兴大学位于中国共产党创立之地的嘉兴市，该校重视发掘红船精神，并依托相关资源建立了中国共产党革命精神与文化资源研究中心，开展相关的教学研究与教材编写，并取得了一定的成果。除此之外，嘉兴学院更依托纺织产业等优势，建立了浙江省纱线材料成型与复合加工技术研究重点实验室、芳烃磺酸工程技术研究中心等科研平台。
《嘉兴学院学报》为嘉兴学院主管的综合性学术期刊，并由浙江省教育厅主管；其前身《浙江经济高等专科学校学报》创刊于1985年，2001年随着嘉兴学院成立而易为今名。嘉兴学院图书馆分设在梁林与平湖两个校区，其中，位于校本部的分馆又称“省身图书馆”，名称来源于曾担任嘉兴学院名誉院长的陈省身。另外在越秀校区内有以嘉兴出生的武侠小说家金庸命名的金庸图书馆。截至2022年，该馆典藏纸质中外文图书约222.6万册、订阅纸质期刊1689份、学位论文99.1万余册，此外还拥有丰富的馆藏电子图书及音视频资源。自建了红船文献数据库等特色数据库。该图书馆也是“嘉兴地区图书馆联盟”的发起者之一；又参与了嘉兴市图书大流通平台的建立，以方便市内民众借阅书籍。

## 校园文化
嘉兴大学自稱要发掘红船精神，要将其融入校园文化，例如创演了紅色文化话剧《初心》、舞蹈《南湖船鼓》等红色文艺；该校社团活动较为丰富，兼有理論學習、學術研究、興趣愛好（文艺体育等）、公益服務型社团。此外在2020年，嘉兴学院还成立了中华传统文化体验中心，以向师生推广包括茶艺、棋艺、书画、礼乐及一些嘉兴地方特色在内的传统文化。

## 引用
1. 1 2 3  浙江在线（2021年）
2. ↑  人社厅（2022年）
3. ↑  统计（2007年），第435页
4. ↑  教育部（2000年）
5. ↑  邓院方（2017年）
6. ↑  教育部（2020年）
7. ↑  中国教育在线（2023年）
8. ↑  教育部（2023年）
9. 1 2  浙江在线1（2021年）
10. ↑  陈晨阳（2011年）
11. 1 2  教育在线（2022年）
12. ↑  周甜甜等（2015年）
13. ↑  聯合新聞網（2023年）
14. ↑  中国慈善家（2023年）
15. ↑  中国新闻网（2023年）
16. ↑  浙江在线（2022年）
17. ↑  教育部（2022年）
18. 1 2  教育厅（2022年）
19. ↑  科技厅（2019年）
20. ↑  教育厅（2020年）
21. ↑  张惠忠（2005年）
22. ↑  冯琼等（2019年）
23. ↑  图书馆（2021年）
24. ↑  嘉兴在线（2021年）
25. ↑  浙江在线（2019年）
26. ↑  市府（2022年）
27. ↑  浙江在线1（2022年）
28. ↑  徐芳洁等（2014年）
29. ↑  欧玲艳等（2017年）
30. ↑  教育在线（2020年）

## 外部連結
- 嘉兴学院（页面存档备份，存于）